# Адеркас
Адеркас (нем. von Aderkas) — остзейский дворянский род одноимённого герба.

## Происхождение и история рода
Первым представителем рода в 1277 году упоминается рыцарь Иоганнес де Адрикас, вассал Архиепископа Рижского в Ливонии.
Предполагается, что родовое имя происходит от названия феода Адрикас, который находился в окрестностях замка Лемзаль. Здесь же в 1357 году Иоганн фон Адеркас был пожалован леном Кадфер. В 1491 году Арнт фон Адеркас приобрёл имение Бистервольде, земли которого находились во владении рода до конфискации 1920 года.
С 1441 года род владел также имениями в Эстляндии. Из них владения Саллаегги и Пенниегги были пожалованы Фабиану фон Адеркасу шведским королём Густавом Адольфом за верную службу.
С 1725 по 1919 год Адеркасам принадлежало имение Пейдегоф на острове Эзель где представители рода были попечителями двух церквей и занимали высокие административные должности.
Представители рода служили Датской, Шведской, Польской, Прусской и Российской коронам.

## Известные представители рода
- Адеркас, Фабиан (до 1605—1683), шведский генерал-майор (1659). Владелец имений в Лифляндии и Эстляндии.
- Адеркас, Фридрих Вильгельм Карл (1767—1843) — военный специалист, профессор Дерптского университета.
- Адеркас, Эммануил Богданович (1773—1861), тайный советник, дипломат.
- Адеркас, Борис Антонович (1775—1831), генерал-майор, действительный статский советник. Псковский и Воронежский губернатор.
- Адеркас, Андрей Антонович (1770—1840), генерал-квартирмейстер, генерал-лейтенант, участник Наполеоновских войн.
- Адеркас, Георгий Васильевич (1804—1858), генерал-лейтенант, командир Лейб-гвардии Гродненского гусарского полка, участник Русско-польской войны 1830—1831 годов.
- Адеркас, Владимир Викторович (1845—1898), генерал-майор, участник Среднеазиатских походов.
- Адеркас, Оттокар Карлович (1859—1921), тайный советник, издатель журнала «Русский слепец».
- Адеркас, Галина (? — ?), студентка-первокурсница медицинского факультета, позировавшая Б. М. Кустодиеву для картины «Купчиха за чаем», 1918 г.

## Герб
В золотом поле чёрный взлетающий сокол.
В нашлемнике три чёрных страусовых пера. Намёт чёрный, подложенный золотом.
Старинный герб (до XVI века): В золотом поле голубая перевязь с положенным поверх неё чёрным, сидящим, повёрнутым орлом. Нашлемник: три страусовых пера: голубое, чёрное и золотое. Намет чёрный с золотом.
До 20 века гербовая птица описывалась, как орёл или хищная птица (ястреб, коршун).